# Ludwig Lachmann
Ludwig Maurits Lachmann (Berlijn, 1 februari 1906 – Johannesburg, 17 december 1990) was een Duits economisch theoreticus die een bijdrage heeft geleverd aan de Oostenrijkse School voor Economie. Lachmann, Israel Kirzner en Murray Rothbard waren de drie belangrijkste katalysatoren van de Oostenrijkse ‘revival’, die in 1974 begon. Hij schreef over economische theorie, geschiedenis, methodologie en over de toepassing van de hermeneutiek op het economisch denken, om economische verschijnselen te interpreteren.

## Biografie

### Jeugd
Ludwig Lachmann werd op 1 februari 1906 in Berlijn, Duitsland, geboren in een Joods middenklassegezin. Zijn vader was een metaalfabrikant en zijn moeder had een intellectuele achtergrond. Zo had zij een invloed op de jonge Ludwig. De broer van zijn moeder, een bankfunctionaris, had ook een invloed op de vroege intellectuele ontwikkeling van zijn neef. Ludwig was enig kind en kreeg eerst onderwijs van zijn moeder. Later werd hij ingeschreven op een Duitse middelbare school. Zijn kinderjaren worden over het algemeen omschreven als gelukkig. Dit zou contrasteren met zijn latere leven in Duitsland, omringd door voortdurende politieke en economische instabiliteit en crisis.

### Opleiding en 'pre-revival'-carrière
Lachmann schreef zich in 1924 in aan de Universiteit van Berlijn. Hij studeerde onder meer bij Werner Sombart. Deze liet Lachmann kennis maken met de werken van Weber, die een levenslange invloed hadden op Lachmanns werk. Hij volgde een semester aan de Universiteit van Zürich in 1926. Rond dezelfde tijd leerde hij de werken van Ludwig von Mises en Friedrich Hayek kennen. Hij studeerde af in 1930 en gaf een paar jaar les aan de universiteit. Toen Adolf Hitler in 1933 aan de macht kwam, verhuisde Lachmann met zijn vriendin Margot naar Engeland. Het echtpaar had het financieel moeilijk en Lachmann, die geen academische positie kon vinden, schreef zich in aan de London School of Economics. Aan de London School of Economics was hij leerling en later collega van Friedrich Hayek. Een van Lachmanns medestudenten was George Shackle, wiens ideeën het latere werk van Lachmann zouden beïnvloeden. Hij was een van de weinigen die, zij het niet kritiekloos, de kant van Hayek kozen na de zogenaamde 'Keynesiaanse revolutie'. In 1938 ontving Lachmann de Leon Fellowship van de Universiteit van Londen om 'secundaire depressies' te bestuderen. Voor dit onderzoeksproject reisde hij naar de Verenigde Staten. Daar ontmoette hij Alfred Schütz en Frank Knight en woonde hij de seminars van laatstgenoemde bij. Na het uitbreken van de oorlog in Europa werd Lachmann, een Duits staatsburger, van juli tot december 1940 door de Britse autoriteiten geïnterneerd. In 1941, na zijn vrijlating, werd hij aangesteld als economisch docent aan de Universiteit van Londen. In 1943 werd hij benoemd tot hoofd van de afdeling Economie aan de Universiteit van Hull, een functie die hij bekleedde tot hij in 1948 uit Engeland vertrok.
In 1948 verhuisde Lachmann naar Johannesburg, Zuid-Afrika, waar hij een hoogleraarschap aanvaardde aan de Universiteit van de Witwatersrand. Gedurende deze tijd publiceerde hij in 1956 zijn werk Capital and Its Structure. Van 1962 tot 1963 was hij voorzitter van de Economic Society of South Africa. Hij bleef lesgeven aan Witwatersrand tot aan zijn pensionering in 1972.

### Oostenrijkse 'revival', 1974–1987 en overlijden
In 1974 werd in South Royalton, Vermont een conferentie over Oostenrijkse economie georganiseerd, waarin Lachmann een spreker was, samen met Israel Kirzner en Murray Rothbard. Deze conferentie leidde tot de publicatie van het boek in 1976, The Foundations of Modern Austrian Economics, waaraan Lachmann heeft meegewerkt. Na de conferentie begon Lachmann met jaarlijkse reizen naar New York, waar hij met Kirzner aan de New York-universiteit werkte, onderzoek bevorderde en lezingen gaf aan studenten. Lachmann had ook een economisch debat met Kirzner over evenwichtsbegrippen en de ondernemersrol. Lachmann zette dit werk voort van 1975 tot 1987, toen hij zich terugtrok in Johannesburg. Lachmann overleed op 17 december 1990. Om Lachmann te herdenken, richtte zijn weduwe een trust op ter financiering van de Ludwig M. Lachmann Research Fellowship aan de afdeling Filosofie, Logica en Wetenschappelijke Methode van de London School of Economics.

## Over economie
Lachmann geloofde dat de Oostenrijkse School was afgeweken van Carl Mengers oorspronkelijke visie op een volledig subjectieve economie. Voor Lachmann was de Oostenrijkse theorie een evolutionaire of ‘genetisch-causale’ benadering, in tegenstelling tot de evenwichts- en perfecte kennismodellen die in de reguliere neoklassieke economie worden gebruikt. Hij was een groot voorstander van het gebruik van hermeneutische methoden bij de studie van economische verschijnselen. Lachmanns ‘fundamentalistische Oostenrijksisme’ was zeldzaam, aangezien maar weinig levende Oostenrijkse economen zich van de economische mainstream afweken. Hij onderstreepte wat hij zag als onderscheidend van die mainstream: economisch subjectivisme, onvolmaakte kennis, de heterogeniteit van het kapitaal, de conjunctuurcyclus, methodologisch individualisme, alternatieve kosten en ‘marktproces’. Zijn vorm van Austrianisme vormt nu de basis voor de ‘ radicaal subjectivistische lijn van de Oostenrijkse economie. Zijn werk beïnvloedde recentere Amerikaanse ontwikkelingen van de Oostenrijkse School. Zijn mede-Oostenrijkse econoom Israel Kirzner was een goede vriend van Lachmann met wie hij intellectueel overeenkwam (hoewel ze het over enkele fijnere details niet eens waren).